# Didier Lehénaff
 (décembre 2009).
Si vous disposez d'ouvrages ou d'articles de référence ou si vous connaissez des sites web de qualité traitant du thème abordé ici, merci de compléter l'article en donnant les références utiles à sa vérifiabilité et en les liant à la section « Notes et références ».
Didier Lehénaff (né en 1960 en région parisienne) est un ex-sportif et entraîneur français, spécialiste de triathlon, auteur de plusieurs ouvrages consacrés à différentes dimensions du sport.

## Biographie
Après avoir été enseignant en EPS dans un établissement scolaire, en région parisienne de 1982 à 1991, il rejoint INSEP et le ministère de la Jeunesse et des Sports comme chercheur et comme enseignant, puis, à partir de 2000, comme organisateur de conférences. Il a coordonné au sein de l’INSEP l’organisation de nombreux congrès nationaux et internationaux centrés sur le sport.
Il a été triathlète de niveau national de 1985 à 1987 et  entraîneur de triathlon (1985-1998). Il a organisé ou coordonné l’organisation d’une centaine de triathlons internationaux, sur tous les continents. Près de 20 années passées au service du triathlon l’ont conduit à remplir différentes fonctions au sein de la Fédération française et des Unions européenne et internationale de triathlon, parmi lesquelles celle de vice-président du CONADET en 1988 ainsi que celles de membre du comité exécutif de l’ITU (1992-2000) et de président de l’ETU (1995-2002).
Il est l'initiateur du concept des Eco-Games, Jeux « éco-sportifs alternatifs » inaugurés en 2004 au Brésil et organisés depuis dans plusieurs autres pays, particulièrement en France[réf. nécessaire]. Il préside depuis 2006 l'association SVPlanète - un Sport Vert pour ma Planète bleue -, association qui milite pour mettre le sport au service de l'environnement et du développement durable.

## Ouvrages
- Lehénaff & Legendre, Un Sport Vert pour ma Planète, France, 2012, 320 p.  (ISBN 978-2-7027-1344-0)
- Lehénaff, Regards d’Experts sur le triathlon, France, Chiron, 1er mai 2001, 224 p. (ISBN 2-7027-0664-9)
- Lehénaff, La Santé du sportif de haut niveau, Paris, Ministère des sports / INSEP, 2001, 352 p. (ISBN 2-86580-124-1)
- Lehénaff & Bertrand, Le Triathlon, 2001, p. 210